# Bobby Labonte
Robert Alan „Bobby“ Labonte (* 8. Mai 1964 in Corpus Christi, Texas) ist ein ehemaliger US-amerikanischer NASCAR-Rennfahrer.
Er gewann sowohl den Titel in der Busch Series als auch den Winston Cup. Zudem gewann er den Titel der International Race of Champions Meisterschaft im Jahre 2001. Sein älterer Bruder Terry Labonte war ebenfalls ein bekannter NASCAR-Rennfahrer, der zweimal den Winston Cup gewinnen konnte. Die beiden Labonte-Brüder waren das erste Brüderpaar, von dem jeder den Titel in der Cup-Serie trug. Bobby Labonte ist zudem Onkel von Justin Labonte, der in der Busch Series erfolgreich war.

## Anfänge
Bobby Labonte begann mit dem Rennsport im Jahre 1969, als er Rennen in sogenannten Quarter Midgets in Texas fuhr. Sein erstes Rennen konnte er ein Jahr später gewinnen. Diesen Rennwagen blieb er bis ins Jahr 1977 treu und fuhr bis dahin Rennen in den USA, von denen er viele als Sieger beendete. 1978 wechselte er zum Kartsport und zog mit der Familie nach North Carolina, als sein Bruder Terry in die Cup-Serie von NASCAR wechselte. Nachdem Labonte in diversen Rennsportligen antrat, debütierte er im Jahre 1982 auf dem Martinsville Speedway in der Busch Grand National Series. Bei seinem Debütrennen erreichte er den 30. Platz. Nach seinem Abschluss an der Trinity High School arbeitete er an den Rennwagen seines Bruders bei Hagan Racing. Im Jahre 1985 kehrte Labonte für zwei Rennen mit einem eigenen Wagen in die Busch Grand National Series zurück und fuhr beide Rennen in Martinsville. Sein bestes Ergebnis war ein 17. Platz. In der darauffolgenden Saison erzielte er seine erste Pole-Position in der Busch Grand National Series und erreichte einen zweiten Platz in Road Atlanta.
Im Jahre 1987 gewann Labonte zwölf Rennen auf dem Caraway Speedway und gewann damit die Streckenmeisterschaft. Nebenbei arbeitete er noch für Jay Hedgecock. In der darauffolgenden Saison trat er auf dem Concord Motorsport Park an und gewann dort sechs Mal. Zudem fuhr er sechs weitere Rennen in der Busch Series mit einem 16. Platz auf dem Darlington Raceway als bestes Ergebnis. Zwei zusätzliche Top-10-Platzierungen komplettierten die Saison.

## 1990–1994
Im Jahre 1990 fuhr Bobby Labonte die erste volle Saison in der Busch Series mit seinem eigenen Oldsmobile mit der Startnummer 44. Dabei erreichte er zwei Pole-Positionen, die er beide auf dem Bristol Motor Speedway erzielte, und beendete die Saison als Vierter in der Meisterschaft. Zugleich gewann er die Auszeichnung als beliebtester Fahrer. In der Saison 1991 gewann er sein erstes Rennen in Bristol und ein weiteres Rennen auf dem Indianapolis Raceway Park. Am Ende der Saison ging er als Meister aus der Serie hervor. Zusätzlich ging er auch für zwei Rennen in der Cup-Serie auf dem Dover International Speedway und dem Michigan International Speedway an den Start, die er als 34. und 38. beendete. In der Saison 1992 gewann er drei Rennen in der Busch Series auf dem Lanier Raceway, Hickory Motor Speedway und Martinsville Speedway, unterlag in der Meisterschaft aber Joe Nemechek mit einem Rückstand von drei Punkten.
In der Saison 1994 stieg Labonte in die Cup-Serie auf und für den Ford Thunderbird mit der Startnummer 22 für Bill Davis Racing. In seiner Saison als Rookie gewann er die Pole-Position auf dem Richmond International Raceway, erzielte zwei Top-10-Resultate und war am Ende 19. in der Meisterschaft. Im Rennen um den Titel als Rookie des Jahres unterlag er Jeff Gordon. In der Saison 1995 verbesserte sich Labonte zwar nicht in der Meisterschaft, gewann die Meisterschaft in der Busch Series aber als Eigentümer des Rennwagens, mit dem David Green an den Start ging.

## 1995–2000

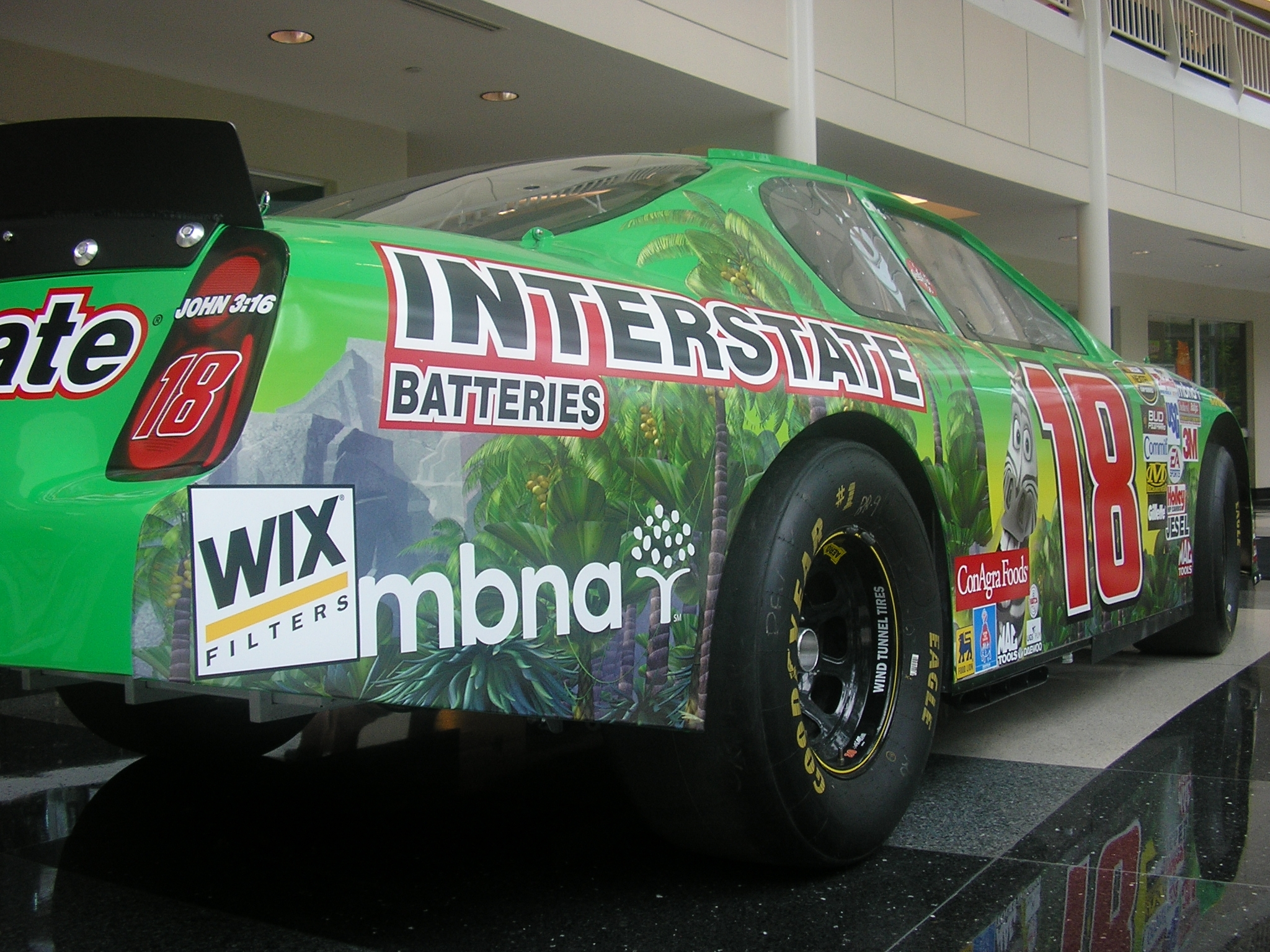
Bobby Labontes ehemaliger Wagen von Joe Gibbs Racing, ausgestellt in deren Firmensitz.

Gegen Ende der Saison 1994 wechselte Labonte das Team, um den Chevrolet mit der Startnummer 18 für Joe Gibbs Racing zu übernehmen. Sein erster Sieg im neuen Team war beim Coca-Cola 600 in der Saison 1995. Zudem gewann er beide Rennen auf dem Michigan Speedway und in der Saison 1996 das Saisonfinale in Atlanta, bei dem sich sein Bruder Terry die Meisterschaft sicherte.
In der Saison 1997 wechselte Labonte den Hersteller und fuhr einen Pontiac Grand Prix. Auch in dieser Saison gewann er erneut das Saisonfinale in Atlanta. In der folgenden Saison 1998 erzielte er die Pole-Position für das Daytona 500 und kam hinter Dale Earnhardt als Zweiter ins Ziel. Kurze Zeit später siegte er im Frühjahrsrennen auf dem Talladega Superspeedway und gewann anschließend erneut in Atlanta. Bei dem Saisonrennen auf dem Daytona International Speedway, dem Pepsi 400, erzielte Labonte erneut die Pole-Position.
In der Saison 1999 gewann Labonte insgesamt fünf Mal, so oft wie in keiner anderen Saison. In der Meisterschaft wurde er Zweiter hinter Dale Jarrett mit einem Rückstand von über 200 Punkten. Abgesehen davon litt er während der Saison an einer gebrochenen Schulter, die er sich beim Qualifying für ein Rennen der Busch Series auf dem Darlington Raceway zuzog, ging aber bereits zwei Tage später in einem Cup-Rennen an den Start. Jedoch musste er den Wagen bei der ersten Gelbphase an Matt Kenseth übergeben, der das Rennen zu Ende fuhr. In der Saison 2000 siegte Labonte insgesamt vier Mal bei den Rennen in Darlington, Charlotte und beiden Rennen auf dem Pocono Raceway. Dabei war er der erste Fahrer, der beide Saisonrennen in Pocono gewinnen konnte. Am Ende des Jahres sicherte er sich die Meisterschaft vor Dale Earnhardt und Jeff Burton. Damit wurde Labonte außerdem der erste Fahrer der Geschichte, der in zwei NASCAR-Division Champion geworden ist, sowie der erste Bruder eines früheren Cup-Series-Champions, der ebenfalls Champion wurde. Bis heute gelang dies außer ihm noch Kyle Busch.

## 2001–2005

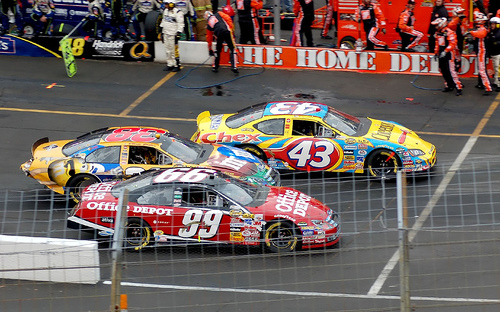
Labonte (#43) beim Sprint zur Boxenausfahrt im Jahr 2006

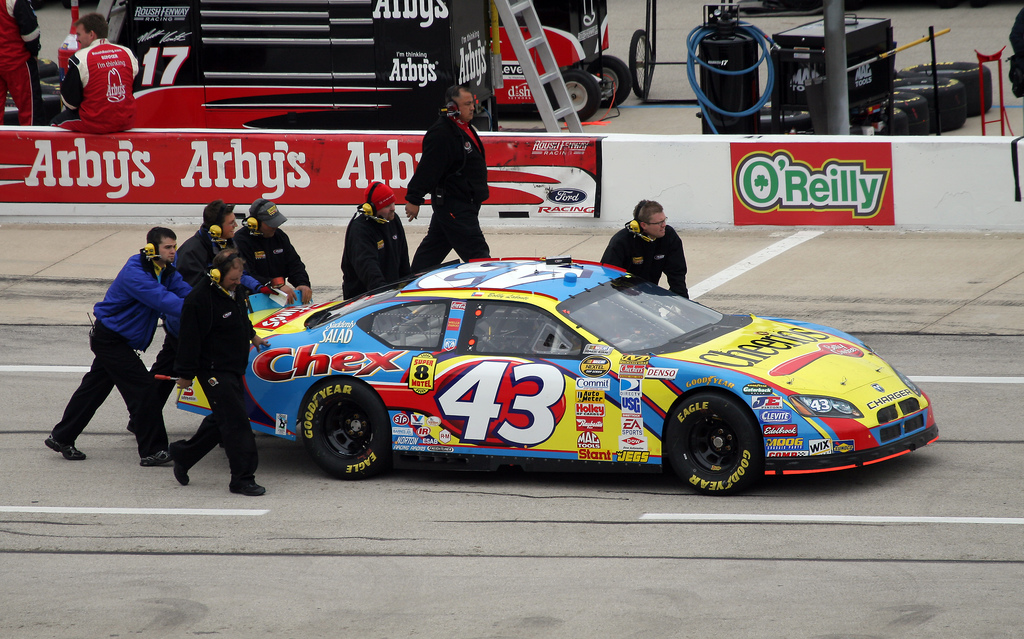
Labontes Wagen der Saison 2007

Im Jahr 2001 gewann Labonte zwei Rennen in Atlanta sowie Pocono und beendete die Saison als Sechster in der Meisterschaft. In der Saison 2002 erzielte er nur einen einzigen Sieg im Frühjahrsrennen in Martinsville, seinem ersten auf dieser Rennstrecke. Mit dem 16. Platz in der Meisterschaft war er zum ersten Mal seit der Saison 1998 nicht unter den Top 10. In der Saison 2003 lief es wieder besser für Labonte und nach seinen Siegen in Atlanta und Homestead beendete er die Meisterschaft als Achter. Besonders gut startete er in die Saison mit drei aufeinanderfolgenden zweiten Plätzen.
In der Saison 2004 blieb Labonte das erste Mal seit dem Jahr 1994 ohne Sieg und beendete sie als Zwölfter in der Meisterschaft. Der Abwärtstrend hielt auch in der darauffolgenden Saison an und nach nur vier Top-5-Ergebnissen fiel er aus den Top 20 der Meisterschaft. Neben der Cup-Serie ging er auch erstmals in einigen Rennen der Craftsman Truck Series an den Start, wo er in Martinsville gewinnen konnte. Zusätzlich ging er im 24-Stunden-Rennen von Daytona an den Start, bei dem er sich den Rennwagen mit seinem Bruder Terry, Jan Magnussen und Bryan Herta teilte. Am Ende der für ihn enttäuschenden Saison bat er Joe Gibbs, das Team verlassen zu dürfen. Dieser stimmte zu und seit der Saison 2006 fährt Labonte für Petty Enterprises den Wagen mit der Startnummer 43.

## Seit 2006
In der Saison 2006 wechselte er zu Petty Enterprises. In seiner ersten Saison in Wagen Nr. 43 erreichte Labonte drei Top-5- und acht Top-10-Ergebnisse. Die Saison beendete er als 21. in der Meisterschaft, drei Plätze besser als in der Saison 2005. In die Saison 2007 startete Labonte mit einem 21. Platz beim Daytona 500 und gewann ein Rennen des Busch Series auf dem Talladega Superspeedway im April 2007. Damit gewann er zum ersten Mal seit dem Jahr 1998 wieder ein Rennen in der Busch Series.
Nach der Saison 2008 ist Labontes Vertrag mit Petty Enterprises für den Sprint Cup ausgelaufen; er wurde für die Saison 2009 zunächst mit Earnhardt Ganassi Racing in Verbindung gebracht, hat schließlich aber für die Saison einen Vertrag bei Hall of Fame Racing unterzeichnet.
In der Saison 2018 startet Labonte die komplette Saison in der NASCAR Whelen Euro Series.